# Якимів Роман Васильович
Рома́н Васи́льович Яки́мів — молодший лейтенант Збройних сил України, учасник російсько-української війни.

## З життєпису
Здобув дві вищі освіти. Брав участь в подіях на Майдані. Притримується націоналістичних поглядів. З представниками «Свободи» всю війну пройшов бійцем. Був не бідною людиною — цементний бізнес, який віддав в оренду. Його продали без Романа, тому що вважали — він загинув. У перші місяці війни їздив волонтером й добровольцем. В 2016 році підписав контракт з 131-ю бригадою. Відвоював півтора року, вирішив перейти в 24-ту бригаду ЗСУ; отримав погони офіцера.
У липні 2019 року протягом кількох тижнів 24-та бригада зайняла сіру зону між Мар'їнкою та Олександрівкою, що є передмістям окупованого Донецька. Безпосередньо брав участь у цій операції — як т.в.о. командира 2-ї роти 3-го батальйону 24-ї бригади.

## Нагороди та вшанування
- Указом Президента України № 878/2019 від 4 грудня 2019 року за «особисті заслуги у зміцненні обороноздатності Української держави, мужність і самовіддані дії, виявлені у захисті державного суверенітету та територіальної цілісності України, зразкове виконання військового обов'язку» нагороджений орденом «За мужність» III ступеня[1].